# Embalse de Embarcaderos
El embalse de Embarcaderos se sitúa en el municipio de Cofrentes, en la provincia de Valencia, Comunidad Valenciana, España.
Está construido en el cauce del río Júcar con una capacidad máxima de 11 hm³ y actualmente está destinado al aprovechamiento hidroeléctrico.
Este embalse pertenece a la Confederación Hidrográfica del Júcar.
- Datos: Q5830469